# Couze-et-Saint-Front
Couze-et-Saint-Front település Franciaországban, Dordogne megyében. Lakosainak száma 715 fő (2022. január 1.). Couze-et-Saint-Front Lalinde, Baneuil, Bayac, Lanquais, Pontours és Varennes községekkel határos.

## Népesség
A település népességének változása:
| Lakosok száma | 876  | 831  | 781  | 773  | 738  | 726  | 716  | 725  | 729  | 715  |
|               | 1968 | 1982 | 1990 | 2006 | 2013 | 2015 | 2017 | 2019 | 2020 | 2022 |